# Championnat d'Écosse de football 1947-1948
Navigation
Édition précédente Édition suivante
La 51e édition du championnat d'Écosse de football est remportée par le Hibernian Football Club. C’est pour le club d’Edimbourg le 2e titre de champion. C’est aussi une des rares fois (19 sur 112) où le championnat échappe à un des deux géants du football écossais, les Rangers ou le Celtic. Hibernian gagne avec deux points d’avance sur les Rangers FC.  Partick Thistle FC complète le podium. De son côté le Celtic continue sa dégringolade pour finir la saison à la deuxième place.
Le système de promotion/relégation reste en place: descente et montée automatique, sans matchs de barrage pour les deux derniers de première division et les deux premiers de deuxième division. Airdrieonians et Queen's Park FC descendent en deuxième division. Ils sont remplacés pour la saison 1948/49 par Albion Rovers et East Fife.
Avec 20 buts marqués en 30 matchs,  Archie Aikman de Falkirk Football Club remporte pour la première fois le titre de meilleur buteur du championnat.

## Les clubs de l'édition 1947-1948
| Club                              | Ville      |
| --------------------------------- | ---------- |
| Aberdeen Football Club            | Aberdeen   |
| Airdrieonians Football Club       | Airdrie    |
| Celtic Football Club              | Glasgow    |
| Clyde Football Club               | Glasgow    |
| Dundee Football Club              | Dundee     |
| Falkirk Football Club             | Falkirk    |
| Heart of Midlothian Football Club | Édimbourg  |
| Hibernian Football Club           | Leith      |
| Greenock Morton Football Club     | Greenock   |
| Motherwell Football Club          | Motherwell |
| Partick Thistle Football Club     | Glasgow    |
| Queen of the South Football Club  | Dumfries   |
| Queen's Park Football Club        | Glasgow    |
| Rangers Football Club             | Glasgow    |
| Saint Mirren Football Club        | Paisley    |
| Third Lanark Athletic Club        | Glasgow    |

## Compétition

### Classement
Le classement est établi sur le barème de points classique (victoire à 2 points, match nul à 1, défaite à 0).
| Rang | Équipe              | Pts | J  | G  | N  | P  | Bp | Bc | Diff |
| ---- | ------------------- | --- | -- | -- | -- | -- | -- | -- | ---- |
| 1    | Hibernian FC        | 48  | 30 | 22 | 4  | 4  | 86 | 27 | +59  |
| 2    | Rangers FC T C      | 46  | 30 | 21 | 4  | 5  | 64 | 28 | +36  |
| 3    | Partick Thistle FC  | 36  | 30 | 16 | 4  | 10 | 61 | 42 | +19  |
| 4    | Dundee FC P         | 33  | 30 | 15 | 3  | 12 | 67 | 51 | +16  |
| 5    | Saint Mirren        | 31  | 30 | 13 | 5  | 12 | 54 | 58 | -4   |
| 6    | Clyde FC            | 31  | 30 | 12 | 7  | 11 | 55 | 57 | -2   |
| 7    | Falkirk FC          | 30  | 30 | 10 | 10 | 10 | 55 | 48 | +7   |
| 8    | Motherwell FC       | 29  | 30 | 13 | 3  | 14 | 45 | 47 | -2   |
| 9    | Heart of Midlothian | 28  | 30 | 10 | 8  | 12 | 37 | 42 | -5   |
| 10   | Aberdeen FC         | 27  | 30 | 10 | 7  | 13 | 45 | 45 | 0    |
| 11   | Third Lanark AC     | 26  | 30 | 10 | 6  | 14 | 56 | 73 | -17  |
| 12   | Celtic FC           | 25  | 30 | 10 | 5  | 15 | 41 | 56 | -15  |
| 13   | Queen of the South  | 25  | 30 | 10 | 5  | 15 | 49 | 74 | -25  |
| 14   | Greenock Morton     | 24  | 30 | 9  | 6  | 15 | 47 | 43 | +4   |
| 15   | Airdrieonians       | 21  | 30 | 7  | 7  | 16 | 40 | 78 | -38  |
| 16   | Queen's Park FC     | 20  | 30 | 9  | 2  | 19 | 45 | 75 | -30  |

| Légende : Qualifications et relégations | Légende : Qualifications et relégations                           |
| --------------------------------------- | ----------------------------------------------------------------- |
|                                         | Champion d'Écosse                                                 |
|                                         | Relégation en deuxième division                                   |
|                                         | T : Tenant du titre C : Vainqueur de la Coupe d'Écosse P : Promus |

## Bilan de la saison
| Tableau d'Honneur                |              |
| Compétition                      | Vainqueur    |
| Championnat d'Écosse de football | Hibernian FC |
| Coupe d'Écosse de football       | Rangers FC   |

| Promotions et relégations |                               |
| Promus                    | Albion Rovers East Fife       |
| Relégués                  | Airdrieonians Queen's Park FC |

## Statistiques

### Meilleur buteur
1. Archie Aikman, Falkirk Football Club, 20 buts